# Ортис, Мирна
Мирна Сусели Ортис Флорес (исп. Mirna Sucely Ortiz Flores; род. 28 февраля 1987, Гватемала) — гватемальская легкоатлетка, специалистка по спортивной ходьбе. Выступает на профессиональном уровне с 2003 года, обладательница двух серебряных медалей Панамериканских игр, чемпионка Центральноамериканских и Карибских игр, чемпионка Боливарианских игр, победительница и призёрка ряда крупных международных стартов, действующая рекордсменка страны в нескольких дисциплинах, участница трёх летних Олимпийских игр.

## Биография
Мирна Ортис родилась 28 февраля 1987 года в городе Гватемала.
Первого серьёзного успеха на международном уровне добилась в сезоне 2003 года, когда вошла в состав гватемальской сборной и в ходьбе на 5000 метров одержала победу на юниорском центральноамериканском первенстве в Сан-Хосе.
В 2009 году в дисциплине 10 км выиграла бронзовую медаль на Центральноамериканском кубке в Сан-Сальвадоре, в дисциплине 20 км стала девятой на Панамериканском кубке в Сан-Сальвадоре, в дисциплине 10 000 метров финишировала пятой на домашнем чемпионате Центральной Америки в Гватемале.
В 2010 году одержала победу на чемпионате Гватемалы в ходьбе на 20 км.
В 2011 году в ходьбе на 20 км выиграла серебряную медаль на Центральноамериканском кубке в Сан-Сальвадоре, заняла 13-е место на Панамериканском кубке в Энвигадо, стала серебряной призёркой на Панамериканских играх в Гвадалахаре, уступив на финише только соотечественнице Джейми Франко.
В 2012 году стартовала в 20-километровой ходьбе на Кубке мира в Саранске и на летних Олимпийских играх в Лондоне — в обоих случаях в ходе прохождения дистанции была дисквалифицирована за нарушение техники ходьбы.
В 2013 году на международном старте в португальском Риу-Майор кроме победы установила ныне действующий рекорд Гватемалы в ходьбе на 20 км — 1:28:32. Также получила дисквалификацию на чемпионате мира в Москве, превзошла всех соперниц на Боливарианских играх в Трухильо.
В 2014 году в ходьбе на 20 км была шестой на чемпионате Центральной Америки в Кочабамбе, заняла 26-е место на Кубке мира в Тайцане, победила на Центральноамериканских и Карибских играх в Веракрусе.
В 2015 году взяла бронзу на Панамериканском кубке в Арике, была дисквалифицирована на Панамериканских играх в Торонто, показала 12-й результат на чемпионате мира в Пекине.
Выполнив олимпийский квалификационный норматив, в 2016 году удостоилась права защищать честь страны на Олимпийских играх в Рио-де-Жанейро — в программе ходьбы на 20 км показала время 1:35:11, расположившись в итоговом протоколе соревнований на 30-й строке.
В 2017 году стала седьмой на Панамериканском кубке в Лиме, 11-й на чемпионате мира в Лондоне, победила на Центральноамериканских играх в Манагуа.
В 2018 году заняла 39-е место на командном чемпионате мира по спортивной ходьбе в Тайцане, получила серебро на чемпионате Северной и Центральной Америки и стран Карибского бассейна.
В 2019 году в ходьбе на 50 км с ныне действующим национальным рекордом 4:13:56 победила на домашнем чемпионате Центральной Америки в Гватемале, завоевала серебряную награду на Панамериканских играх в Лиме, тогда как в ходьбе на 20 км показала 12-й результат на чемпионате мира в Дохе.
Принимала участие в Олимпийских играх 2020 года в Токио, на дистанции 20 км с результатом 1:40:23 пришла к финишу 44-й.
В 2022 году на домашнем старте в Сан-Херонимо установила ныне действующий рекорд Гватемалы в ходьбе на 35 км — 2:52:07. Позднее заняла 15-е место на чемпионате мира в Орегоне.
На Панамериканских играх 2023 года в Сантьяго в дисциплине 20 км пришла к финишу 12-й.
В 2024 году была четвёртой на чемпионате Центральной Америки в Гватемале, участвовала в командном чемпионате мира в Анталье.
Замужем за титулованным гватемальским ходоком Эриком Баррондо, приходится тётей ходоку Хосе Ортису.